# Sefedin Braho
Sefedin Braho (Gjirokastër, Albania; 18 de agosto de 1953 - 6 de octubre de 2024) fue un futbolista albanés que jugó en la posición de delantero centro.

## Carrera

### Club
| Periodo   | Club                    |
| --------- | ----------------------- |
| 1970–1972 | KS Luftëtari            |
| 1972–1974 | KF Partizani            |
| 1974–1988 | KS Luftëtari            |
| 1979      | → KF Partizani (cedido) |
| 1980      | → KF Partizani (cedido) |

### Selección nacional
Jugó desde la categoría sub-21 de Albania, y debutó con Albania en mayo de 1973 en un partido ante Rumania en Tirana por la clasificación de UEFA para la Copa Mundial de Fútbol de 1974 y su último partido internacional fue en junio de 1983 de ante Austria por la clasificación para la Eurocopa 1984. Jugó nueve partidos con la selección nacional y anotó un gol.

## Logros
- Kategoria Superiore (1): 1970/71.[5]